# Gosei 2018
Il Gosei 2018 è stata la quarantatreesima edizione del torneo goistico giapponese Gosei. 

## Svolgimento
- W indica vittoria col bianco
- B indica vittoria col nero
- X indica la sconfitta
- +R indica che la partita si è conclusa per abbandono
- +N indica lo scarto dei punti a fine partita
- +F indica la vittoria per forfeit
- +T indica la vittoria per timeout
- +? indica una vittoria con scarto sconosciuto
- V indica una vittoria in cui non si conosce scarto e colore del giocatore

### Fase preliminare
La fase preliminare serve a determinare chi accede al torneo per la selezione dello sfidante. Consiste in un torneo preliminare, i cui vincitori sono qualificati al torneo per la determinazione dello sfidante.

### Determinazione dello sfidante
|  | Primo turno        | Primo turno |  |  | Secondo turno      | Secondo turno |                 |                | Terzo turno | Terzo turno |  |  | Semifinale | Semifinale |  |  | Finale | Finale |
|  |                    |             |  |  |                    |               |                 |                |             |             |  |  |            |            |  |  |        |        |
|  |                    |             |  |  |                    |               |                 |                |             |             |  |  |            |            |  |  |        |        |
|  |                    |             |  |  | Katsuya Motoki     | W+R           |                 |                |             |             |  |  |            |            |  |  |        |        |
|  | Ō Rissei           |             |  |  | Satoru Kobayashi   |               |                 |                |             |             |  |  |            |            |  |  |        |        |
|  | Satoru Kobayashi   | W+0,5       |  |  |                    |               |                 | Katsuya Motoki | B+R         |             |  |  |            |            |  |  |        |        |
|  | Kimio Yamada       |             |  |  | Atsushi Ida        |               |                 |                |             |             |  |  |            |            |  |  |        |        |
|  | Ryo Ichiriki       | B+R         |  |  | Ryo Ichiriki       |               |                 |                |             |             |  |  |            |            |  |  |        |        |
|  | Atsushi Ida        | B+R         |  |  | Atsushi Ida        | W+R           |                 |                |             |             |  |  |            |            |  |  |        |        |
|  | Iso Ko             |             |  |  |                    |               |                 | Katsuya Motoki | B+4,5       |             |  |  |            |            |  |  |        |        |
|  | Cho Chikun         |             |  |  | Taiki Seto         |               |                 |                |             |             |  |  |            |            |  |  |        |        |
|  | Ryu Shikun         | W+R         |  |  | Ryu Shikun         |               |                 |                |             |             |  |  |            |            |  |  |        |        |
|  | Rina Fujisawa      |             |  |  | Taiki Seto         | B+7,5         |                 |                |             |             |  |  |            |            |  |  |        |        |
|  | Taiki Seto         | B+R         |  |  |                    |               | Taiki Seto      | W+R            |             |             |  |  |            |            |  |  |        |        |
|  | Masayuki Kurahashi | B+R         |  |  | Masayuki Kurahashi |               |                 |                |             |             |  |  |            |            |  |  |        |        |
|  | Naoki Hane         |             |  |  | Masayuki Kurahashi | B+R           |                 |                |             |             |  |  |            |            |  |  |        |        |
|  | Daisuke Murakawa   |             |  |  | Ryu Shikun         |               |                 |                |             |             |  |  |            |            |  |  |        |        |
|  | Atsushi Ishida     | W+R         |  |  |                    |               |                 | Katsuya Motoki |             |             |  |  |            |            |  |  |        |        |
|  |                    |             |  |  | Kyo Kagen          | W+R           |                 |                |             |             |  |  |            |            |  |  |        |        |
|  |                    |             |  |  | Keigo Yamashita    | W+R           |                 |                |             |             |  |  |            |            |  |  |        |        |
|  | Atsushi Sada       | B+R         |  |  | Atsushi Sada       |               |                 |                |             |             |  |  |            |            |  |  |        |        |
|  | Hiroshi Yamashiro  |             |  |  |                    |               | Keigo Yamashita |                |             |             |  |  |            |            |  |  |        |        |
|  | Cho U              | B+R         |  |  | Kyo Kagen          | B+R           |                 |                |             |             |  |  |            |            |  |  |        |        |
|  | Akiyoshi Hon       |             |  |  | Cho U              |               |                 |                |             |             |  |  |            |            |  |  |        |        |
|  | Kyo Kagen          | W+R         |  |  | Kyo Kagen          | W+3,5         |                 |                |             |             |  |  |            |            |  |  |        |        |
|  | Toramaru Shibano   |             |  |  |                    |               | Kyo Kagen       | B+R            |             |             |  |  |            |            |  |  |        |        |
|  | Yasuhiro Nakano    |             |  |  | Shinji Takao       |               |                 |                |             |             |  |  |            |            |  |  |        |        |
|  | Takehisa Matsumoto | W+1,5       |  |  | Takehisa Matsumoto |               |                 |                |             |             |  |  |            |            |  |  |        |        |
|  | Tatsuya Shida      | B+R         |  |  | Tatsuya Shida      | W+R           |                 |                |             |             |  |  |            |            |  |  |        |        |
|  | Tomoyasu Mimura    |             |  |  |                    |               | Tatsuya Shida   |                |             |             |  |  |            |            |  |  |        |        |
|  | So Yokoku          |             |  |  | Shinji Takao       | B+R           |                 |                |             |             |  |  |            |            |  |  |        |        |
|  | Tetsuya Mitani     | B+R         |  |  | Tetsuya Mitani     |               |                 |                |             |             |  |  |            |            |  |  |        |        |
|  |                    |             |  |  | Shinji Takao       | W+R           |                 |                |             |             |  |  |            |            |  |  |        |        |
|  |                    |             |  |  |                    |               |                 |                |             |             |  |  |            |            |  |  |        |        |

### Finale
La finale è una sfida al meglio delle cinque partite, il detentore Yūta Iyama affronterà lo sfidante scelto tramite il processo di qualificazione.